# Joseph Jefferson

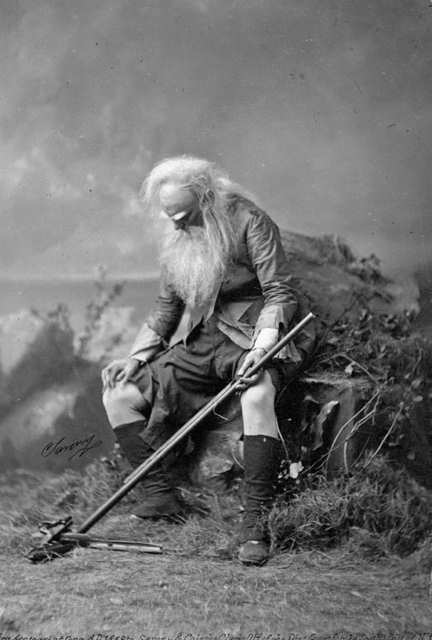
Jefferson nei panni del vecchio Rip Van Winkle nel 1896

Joseph Jefferson III (Filadelfia, 20 febbraio 1829 – Palm Beach, 23 aprile 1905) è stato un attore e attore teatrale statunitense.

## Biografia
Nato da uno scenografo e attore e da un'attrice a Filadelfia, cominciò a recitare da bambino a Washington all'età di quattro anni, nel 1833.
Suo padre morì quando aveva 13 anni e così, insieme al fratello Charles Burke e altri componenti della famiglia si esibì continuamente come attore itinerante. 
Si è sposato due volte, la prima all'età di 21 anni con l'attrice Margaret Clements Lockyer (1832–1861), che morì giovane dopo aver dato alla luce i loro quattro figli. 
Ottenne il suo primo successo nel 1858, con Our American Cousin, commedia scritta da Tom Taylor in scena a New York. Altre sue interpretazioni includevano Nicholas Nickleby, The Heir at Law, The Octoroon e I rivali (The Rivals).
Nel 1861, a seguito della morte della moglie, si trasferì in Australia, esibendosi con successo e lavorando anche come pittore. Mentre si trovava in Australia ma era intento a tornare in patria, venne a conoscenza dell'assassinio di Abraham Lincoln da parte di John Wilkes Booth; notizia che lo scosse profondamente visto che aveva un legame con entrambi. Fu così che anziché rientrare negli Stati Uniti si spostò in Inghilterra dove, a partire dal 1865, mise in scena Rip Van Winkle, nell'adattamento scenico di Dion Boucicault dal racconto Rip van Winkle di Washington Irving.
L'anno seguente Jefferson tornò negli Stati Uniti dopo la fine della guerra civile, e si è sposato con Sarah Warren. In patria tornò a recitare in Rip Van Winkle per 40 anni, senza creare nuovi personaggi tranne quelli minori. Nei panni di questo personaggio prende anche parte al cortometraggio omonimo del 1903 diretto da William K.L. Dickson. Anche suo figlio Thomas Jefferson, continuò l'attività teatrale e cinematografica del padre.
Jefferson morì in Florida all'età di 76 anni, nel 1905.